# Karl Gustav Blumstengel
Karl Gustav Blumstengel, auch Carl Gustav Blumstengel (* 23. April 1844 in Trages; † 1913), war ein deutscher Lehrer und evangelisch-lutherischer Pfarrer, der zu den sächsischen Schriftstellern gerechnet wird. Seine Promotionsschrift von 1869 wurde 2016 erneut aufgelegt.

## Leben und Wirken
Nach dem Schulbesuch und der 1869 erfolgten Promotion zum Dr. phil. an der Universität Leipzig wurde Blumstengel 1869 dritter Lehrer am Gymnasium St. Nicolai in Leipzig und stieg 1871 dort zum ersten Gymnasiallehrer auf. Er unterrichtete speziell das Fach Geschichte. Noch im gleichen Jahr (1871) wechselte Blumstengel in den Dienst der evangelisch-lutherischen Kirche und wurde in Langhennersdorf Hilfsgeistlicher. Ab 1873 war er als evangelisch-lutherischer Pfarrer in Sitten tätig. 1880 wurde er auf Beschluss des Königlich Sächsischen Kriegsministeriums zum Garnisonprediger in Dresden ernannt. Er wirkte dort 13 Jahre im Festungsgefängnis und im Garnisonlazarett. Bis zum Bau einer eigenen Garnisonkirche hielt Blumstengel die Gottesdienste der Dresdner Militärgemeinde in der Dreikönigskirche in Dresden-Neustadt ab. 1893 wechselte er als Pfarrer nach Kleinzschachwitz. Dort wurde sich 1902 über ihn beschwert.

## Schriften (Auswahl)
- Leibniz’s ägyptischer Plan. Eine historisch-kritische Monographie. Lorentz, Leipzig, 1869.
- Leibniz’s ägyptischer Plan. Eine historisch-kritische Monographie. Hansebooks GmbH, Norderstedt, 2016. Nachdruck der Ausgabe von 1869. ISBN 978-3-7434-8513-6
- Noch etwas von den blauen Enten. In: Zeitschrift für Deutschkunde, Leipzig, 6 (1892), S. 719 ff.
- Die Predigt und das religiöse Bedürfnis. In: Freimaurer-Zeitung. Handschrift für Brüder. Leipzig, 49 (1895), S. 21–23.
- Die Kirchgemeinde Kleinzschachwitz. In: Neue Sächsische Kirchengalerie. Ephorie Pirna, 1904, Sp. 501–504.